# Wolfgang Paul (fotbalista)
Wolfgang Paul (* 25. ledna 1940 Olsberg) je bývalý německý fotbalista, obránce.

## Fotbalová kariéra
V německé bundeslize hrál za Borussii Dortmund. V roce 1963 získal s Borussií mistrovský titul a v roce 1965 vítězství v německém fotbalové poháru. V Poháru mistrů evropských zemí nastoupil v 1 utkání, v Poháru vítězů pohárů nastoupil v 9 utkáních a ve Veletržním poháru nastoupil ve 4 utkáních. V roce 1966 vedl jako kapitán Borussii Dortmund při zisku Poháru vítězů pohárů. Nikdy nenastoupil za západoněmeckou reprezentaci, ale byl členem týmu Německa na Mistrovství světa ve fotbale 1966.

## Ligová bilance
| Ročník                                 | Zápasy | Góly | Klub              |
| -------------------------------------- | ------ | ---- | ----------------- |
| Fußball-Oberliga West 1961/1962        | 24     | 1    | Borussia Dortmund |
| Fußball-Oberliga West 1962/1963        | 26     | 0    | Borussia Dortmund |
| Německá fotbalová Bundesliga 1963/1964 | 13     | 0    | Borussia Dortmund |
| Německá fotbalová Bundesliga 1964/1965 | 20     | 0    | Borussia Dortmund |
| Německá fotbalová Bundesliga 1965/1966 | 33     | 1    | Borussia Dortmund |
| Německá fotbalová Bundesliga 1966/1967 | 31     | 2    | Borussia Dortmund |
| Německá fotbalová Bundesliga 1967/1968 | 24     | 1    | Borussia Dortmund |
| Německá fotbalová Bundesliga 1968/1969 | 17     | 2    | Borussia Dortmund |
| Německá fotbalová Bundesliga 1969/1970 | 10     | 0    | Borussia Dortmund |
| CELKEM Německá fotbalová Bundesliga    | 148    | 6    |                   |